# Targhan
Targhan is een computerspel uit 1989. Het spel werd ontwikkeld door Silmarils. Het is een side scrolling actiespel. He spel speelt zich af in de middeleeuwen en lijkt op Golden Axe. In het spel moet worden gereisd, vijanden worden vernietigd en het einddoel is een slechts koning te vermoorden.

## Platforms
| Jaar | Platform             |
| ---- | -------------------- |
| 1989 | Amiga, Atari ST, DOS |
| 1990 | Amstrad CPC          |
| 1991 | Macintosh            |

## Ontvangst
| Beoordeeld door                | Platform | Datum        | Score |
| ------------------------------ | -------- | ------------ | ----- |
| ASM (Aktueller Software Markt) | Amiga    | juni 1989    | 58%   |
| Computer and Video Games (CVG) | Atari ST | januari 1991 | 55%   |